# Halton (Buckinghamshire)
Halton – wieś w Anglii, w hrabstwie Buckinghamshire, w dystrykcie (unitary authority) Buckinghamshire. Leży 52 km na północny zachód od centrum Londynu. W 2001 miejscowość liczyła 892 mieszkańców.